# Aktivní estery

Acetylkoenzym A je příkladem aktivního esteru, který je součástí metabolismu.

Jako aktivní estery se v organické chemii označují sloučeniny s esterovými skupinami obzvlášť náchylnými k nukleofilním atakům. Aktivaci lze provést pozměněním acylové nebo alkoxyskupiny běžného esteru, jako je například ethylacetát; zpravidla elektronegativními substituenty. Aktivní estery mají význam v organické syntéze i biochemii.

## Reakce
Aktivní estery nejčastěji fungují jako alkylační činidla. Účastní se stejných reakcí jako jejich neaktivované varianty, tyto reakce pouze probíhají rychleji; například u nich dochází k hydrolýze nebo reagují s amidy karboxylových kyselin za vzniku aminů.

## Příklady
Důležitpou skupinou aktivních esterů jsou thioestery, jako například koenzym A.
V organické syntéze se používají mimo jiné aktivní estery odvozené od nitrofenolu a pentafluorfenolu. Často takové estery, jako jsou N-hydroxysukcinimid a hydroxybenzotriazol, nacházejí využití při umělé syntéze peptidů. Aktivní estery kyseliny akrylové se používají jako prekurzory polymerů s reaktivními postranními řetězci.
Existují též aktivní estery kyseliny sírové a fosforečné; příkladem je dimethylsulfát, používaný jako silné methylační činidlo.